# Лонгинов, Владимир Дионисьевич
Влади́мир Диони́сьевич (Дени́сович) Ло́нгинов (2 сентября 1919, с. Танда, Якутская область — 18 ноября 1943, Киевская область, Украинская ССР) — командир пулемётного расчёта 722-го стрелкового полка 206-й стрелковой дивизии, старший сержант, Герой Советского Союза.

## Биография
Родился в семье русского православного священника, Дионисия Евстафьевича, мать Сусанна Петровна, якутка. 
Отец Владимира Лонгинова был направлен священником в Тандинский приход; здесь у семьи Лонгиновых родилось ещё трое детей.  Мать  работала учителем в школе.  
Володя окончил начальную школу в селе Бярийе Усть-Алданского улуса, затем учился в школе-семилетке в Верхневилюйске. 
Семья Лонгиновых в 1929 году переехала в Якутск. В 1930 году поступил на курсы соцстрахования и по окончании направляется в Томпонский район бухгалтером государственной инспекции страхования. Работал финансистом (село Томпо), инспектором Госстраха (Якутск).
В августе 1941 года Владимир получил повестку в армию. После окончания краткосрочных курсов по военной подготовке его назначили командиром отделения роты пулеметчиков 1 стрелкового батальона 722-го полка 206-й Краснознаменной, орденов Суворова и Богдана Хмельницкого дивизии 47-й армии.
С августа 1941 года — в боях Великой Отечественной войны командиром пулемётного расчёта 722-го стрелкового полка 206-й стрелковой дивизии; участвовал в освобождении Воронежа и Украины.
Особо отличился при форсировании Днепра: в ночь на 25 сентября 1943 года одним из первых на подручных средствах со станковым пулемётом форсировал Днепр в районе города Канев; огнём прикрывал переправу и поддерживал подразделения полка в бою по захвату плацдарма; уничтожил более 80 гитлеровцев. Указом Президиума Верховного Совета СССР от 25 октября 1943 года за успешное форсирование Днепра, прочное закрепление плацдарма на его западном берегу и проявленные при этом отвагу и геройство сержанту Лонгинову Владимиру Денисовичу присвоено звание Героя Советского Союза.
18 ноября 1943 года в бою при отражении контрудара противника погиб; долгое время считался пропавшим без вести. 
Долгое время сержант Владимир Лонгинов считался пропавшим без вести. В конце 1960-х благодаря поисковикам стало известно, что он похоронен на братской могиле в селе Пшеничники Каневского района Черкасской области. Память героя из Якутии увековечена на воинском мемориале – братской могиле в селе Пшеничники.

## Награды
- Медаль «Золотая Звезда» Героя Советского Союза (25.10.1943)[4];
- орден Ленина (25.10.1943).

## Память
- Памятник на братской могиле в селе Пшеничники Каневского района.
- Бюсты на аллее героев сёл Борогонцы и Танда Усть-Алданского района.
- Мемориальная доска на здании школы в селе Бярийе.
- Мемориальная доска на здании Якутского филиала компании «Росгосстрах».
- Имя В. Лонгинова носит Атамайская средняя школа (с 2005 года).
- Именем В. Лонгинова названы улицы в Якутске, в сёлах Борогонцы, Танда и Бясь-Кюель Горного улуса.